# Nina Curtis
Nina Curtis (Sídney, 24 de enero de 1988) es una deportista australiana que compitió en vela en la clase Elliott 6m. 
Participó en los Juegos Olímpicos de Londres 2012, obteniendo una medalla de plata en la clase Elliott 6m (junto con Olivia Price y Lucinda Whitty). Ganó una medalla de bronce en el Campeonato Mundial de Match Race de 2010.

## Palmarés internacional
| \| Juegos Olímpicos \| Juegos Olímpicos \| Juegos Olímpicos \| Juegos Olímpicos \| \| Año \| Lugar \| Medalla \| Clase \| \| ------------------ \| ----------------------------- \| ----------------- \| ---------------- \| \| 2012 \| Londres (Reino Unido) \| Medalla de plata \| Elliott 6m \| \| Campeonato Mundial \| \| \| \| \| Año \| Lugar \| Medalla \| Clase \| \| 2010 \| Rhode Island (Estados Unidos) \| Medalla de bronce \| Match race \| |                               |                   |            |
| Juegos Olímpicos |                               |                   |            |
| Año | Lugar                         | Medalla           | Clase      |
| 2012 | Londres (Reino Unido)         | Medalla de plata  | Elliott 6m |
| Campeonato Mundial |                               |                   |            |
| Año | Lugar                         | Medalla           | Clase      |
| 2010 | Rhode Island (Estados Unidos) | Medalla de bronce | Match race |